# Coppa del mondo per club FIFA 2017
La Coppa del Mondo per club FIFA 2017 (in arabo: كأس العالم للأندية 2017, kas alealam lil'andiat 2017, in inglese: 2017 FIFA Club World Cup), è stata la 14ª edizione di questo torneo di calcio per squadre maschili di club organizzato dalla FIFA, disputata negli Emirati Arabi Uniti dal 6 al 16 dicembre 2017. Come pallone ufficiale della competizione è stato utilizzato Adidas Telstar 18.
Il torneo si è concluso con la vittoria del Real Madrid, al suo terzo titolo. Il club spagnolo, prima squadra europea a partecipare per due volte consecutive, nonché prima detentrice del trofeo a difendere il titolo, è la prima squadra a vincere per due anni consecutivi la competizione. Per il calcio spagnolo è, inoltre, il quarto successo consecutivo nella competizione. Precedentemente, l'ultimo club a vincere la Coppa Intercontinentale (competizione organizzata da UEFA e CONMEBOL dal 1960 al 2004, considerata progenitrice della Coppa del mondo per club dalla FIFA) per due edizioni consecutive era stato il San Paolo (1992 e 1993). Per la squadra madrilena è la terza affermazione nella competizione, risultato che permette di raggiungere il record di successi, stabilito precedentemente dai poi sosia connazionali del Barcellona.

## Scelta del paese ospitante
Sono stati quattro i paesi a manifestare il proprio interesse per ospitare le edizioni 2017 e 2018 del torneo: Brasile, Emirati Arabi Uniti, Giappone e India. Il 21 marzo 2015 è stato annunciato che le edizioni 2017 e 2018 verranno disputate negli Emirati Arabi Uniti.

## Formula
La formula del torneo è la stessa dall'edizione del 2008. Partecipano le sei vincitrici delle rispettive competizioni continentali, più la squadra campione nazionale del paese ospitante. Se una squadra del paese ospitante vince il proprio trofeo continentale, al posto dei campioni nazionali partecipa la finalista della competizione internazionale relativa, visto il divieto di partecipazione per più squadre dello stesso paese.
I campioni nazionali del paese organizzatore devono sfidare i rappresentanti dell'Oceania in un turno preliminare, la cui vincente si aggrega alle detentrici dei titoli di Africa, Asia e Centro-Nord America. Le vincenti di questi scontri sfidano in semifinale le vincitrici della UEFA Champions League e della Coppa Libertadores. Oltre la finale per il titolo si disputano gli incontri per il terzo e il quinto posto.

## Stadi
| Abu Dhabi                   | Abu Dhabi al-'Ayn | al-'Ayn                    |
| --------------------------- | ----------------- | -------------------------- |
| Zayed Sports City Stadium   | Abu Dhabi al-'Ayn | Hazza Bin Zayed Stadium    |
| 24°24′57.92″N 54°27′12.93″E | Abu Dhabi al-'Ayn | 24°14′44.14″N 55°42′59.7″E |
| Capacità: 43 000            | Abu Dhabi al-'Ayn | Capacità: 22 717           |
|                             | Abu Dhabi al-'Ayn |                            |

## Squadre partecipanti
| Squadra                                         | Confederazione             | Qualificazione                                                | Data qualificazione        | Partecipazioni (edizioni precedenti con vittorie in grassetto) |
| Club entrati in semifinale                      | Club entrati in semifinale | Club entrati in semifinale                                    | Club entrati in semifinale | Club entrati in semifinale                                     |
| ----------------------------------------------- | -------------------------- | ------------------------------------------------------------- | -------------------------- | -------------------------------------------------------------- |
| Grêmio                                          | CONMEBOL                   | Campione Coppa Libertadores 2017                              | 29 novembre 2017           | 1ª                                                             |
| Real Madrid                                     | UEFA                       | Campione UEFA Champions League 2016-2017                      | 3 giugno 2017              | 4ª (2000, 2014, 2016)                                          |
| Club entrati ai quarti di finale                |                            |                                                               |                            |                                                                |
| Urawa Reds                                      | AFC                        | Campione AFC Champions League 2017                            | 25 novembre 2017           | 2ª (2007)                                                      |
| Wydad Casablanca                                | CAF                        | Campione CAF Champions League 2017                            | 4 novembre 2017            | 1ª                                                             |
| Pachuca                                         | CONCACAF                   | Campione CONCACAF Champions League 2016-2017                  | 26 aprile 2017             | 4ª (2007, 2008, 2010)                                          |
| Club entrati al play-off per i quarti di finale |                            |                                                               |                            |                                                                |
| Auckland City                                   | OFC                        | Campione OFC Champions League 2017                            | 7 maggio 2017              | 9ª (2006, 2009, 2011, 2012, 2013, 2014, 2015, 2016)            |
| Al-Jazira                                       | AFC                        | Campione 2016-2017 degli Emirati Arabi Uniti, paese ospitante | 11 settembre 2017          | 1ª                                                             |

## Arbitri
La FIFA ha selezionato un arbitro e due assistenti arbitrali per ogni confederazione, nonché otto ulteriori ufficiali di gara, a questi abbinati, con il ruolo di addetti al Video Assistant Referee (VAR).
| Confederazione | Arbitro         | Assistente arbitrale                     | Assistente VAR                                |
| -------------- | --------------- | ---------------------------------------- | --------------------------------------------- |
| AFC            | Ravshan Irmatov | Abdukhamidullo Rasulov Jakhongir Saidov  | Abdulrahman Al-Jassim                         |
| CAF            | Malang Diedhiou | Djibril Camara El Hadji Malick Samba     |                                               |
| CONCACAF       | César Ramos     | Marvin Torrentera Miguel Ángel Hernández | Mark Geiger                                   |
| CONMEBOL       | Sandro Ricci    | Emerson de Carvalho Marcelo van Gasse    | Andrés Cunha Wilton Sampaio Mauro Vigliano    |
| OFC            | Matthew Conger  | Simon Lount Tevita Makasini              |                                               |
| UEFA           | Felix Brych     | Mark Borsch Stefan Lupp                  | Artur Soares Dias Clément Turpin Felix Zwayer |

## Tabellone
Il tabellone è stato sorteggiato il 9 ottobre 2017 ad Abu Dhabi.
|  | Primo turno      | Primo turno                  |                              |               | Secondo turno | Secondo turno |                             |                             | Semifinali | Semifinali |  |  | Finale | Finale |
|  |                  |                              |                              |               |               |               |                             |                             |            |            |  |  |        |        |
|  | Al-Jazira        | 1                            |                              |               |               |               |                             |                             |            |            |  |  |        |        |
|  | Al-Jazira        | 1                            |                              |               |               |               |                             |                             |            |            |  |  |        |        |
|  | Auckland City    | 0                            |                              |               | Al-Jazira     | 1             |                             |                             |            |            |  |  |        |        |
|  | Auckland City    | 0                            |                              |               | Al-Jazira     | 1             |                             |                             |            |            |  |  |        |        |
|  |                  |                              |                              |               | Urawa Reds    | 0             |                             |                             |            |            |  |  |        |        |
|  | Al-Jazira        | 1                            |                              |               | Urawa Reds    | 0             |                             |                             |            |            |  |  |        |        |
|  | Al-Jazira        | 1                            |                              |               |               |               |                             |                             |            |            |  |  |        |        |
|  |                  |                              | Real Madrid                  | 2             |               |               |                             |                             |            |            |  |  |        |        |
|  |                  |                              | Real Madrid                  | 2             |               |               |                             |                             |            |            |  |  |        |        |
|  |                  |                              |                              |               |               |               |                             |                             |            |            |  |  |        |        |
|  |                  |                              |                              |               |               |               |                             |                             |            |            |  |  |        |        |
|  | Real Madrid      | 1                            |                              |               |               |               |                             |                             |            |            |  |  |        |        |
|  | Real Madrid      | 1                            |                              |               |               |               |                             |                             |            |            |  |  |        |        |
|  |                  | Grêmio                       | 0                            |               |               |               |                             |                             |            |            |  |  |        |        |
|  |                  |                              | 0                            | Pachuca (dts) | 1             |               |                             |                             |            |            |  |  |        |        |
|  |                  |                              |                              |               |               |               |                             |                             |            |            |  |  |        |        |
|  |                  | Wydad Casablanca             | 0                            |               |               |               |                             |                             |            |            |  |  |        |        |
|  | Grêmio (dts)     | Wydad Casablanca             | 0                            | 1             |               |               |                             |                             |            |            |  |  |        |        |
|  | Grêmio (dts)     | Incontro per il quinto posto | Incontro per il quinto posto | 1             |               |               | Incontro per il terzo posto | Incontro per il terzo posto |            |            |  |  |        |        |
|  |                  | Incontro per il quinto posto | Incontro per il quinto posto |               | Pachuca       | 0             | Incontro per il terzo posto | Incontro per il terzo posto |            |            |  |  |        |        |
|  | Wydad Casablanca | 2                            | Al-Jazira                    | 1             | Pachuca       | 0             |                             |                             |            |            |  |  |        |        |
|  | Wydad Casablanca | 2                            | Al-Jazira                    | 1             |               |               |                             |                             |            |            |  |  |        |        |
|  | Urawa Reds       | 3                            | Pachuca                      | 4             |               |               |                             |                             |            |            |  |  |        |        |
|  | Urawa Reds       | 3                            | Pachuca                      | 4             |               |               |                             |                             |            |            |  |  |        |        |
|  |                  |                              |                              |               |               |               |                             |                             |            |            |  |  |        |        |

### Play-off per i quarti di finale
| Arbitro: | Malang Diedhiou |

|               |           |  |
| Romarinho 38’ | Marcatori |  |

### Quarti di finale
| Arbitro: | Ravshan Irmatov |

|             |           |  |
| Guzmán 112’ | Marcatori |  |

| Arbitro: | César Ramos |

|              |           |  |
| Mabkhout 52’ | Marcatori |  |

### Incontro per il quinto posto
| Arbitro: | Matt Conger |

|                                    |           |                                 |
| El Haddad 21’ Hajhouj 90+4’ (rig.) | Marcatori | 18’, 60’ Maurício 26’ Kashiwagi |

### Semifinali
| Arbitro: | Felix Brych |

|             |           |  |
| Everton 95’ | Marcatori |  |

| Arbitro: | Sandro Ricci |

|               |           |                      |
| Romarinho 41’ | Marcatori | 53’ Ronaldo 81’ Bale |

### Incontro per il terzo posto
| Arbitro: | Malang Diedhiou |

|                |           |                                                            |
| K. Alrezzi 57’ | Marcatori | 37’ Urretaviscaya 60’ Jara 79’ De la Rosa 84’ (rig.) Sagal |

### Finale
| Arbitro: | César Ramos |

|             |           |  |
| Ronaldo 53’ | Marcatori |  |

## Classifica finale
| Pos. | Squadra          | Confederazione |
| ---- | ---------------- | -------------- |
| 1    | Real Madrid      | UEFA           |
| 2    | Grêmio           | CONMEBOL       |
| 3    | Pachuca          | CONCACAF       |
| 4    | Al-Jazira        | AFC            |
| 5    | Urawa Reds       | AFC            |
| 6    | Wydad Casablanca | CAF            |
| 7    | Auckland City    | OFC            |

## Classifica marcatori
| Gol | Rigori | Minuti giocati | Giocatore              | Squadra          |
| --- | ------ | -------------- | ---------------------- | ---------------- |
| 2   |        | 90'            | Maurício               | Urawa Reds       |
| 2   |        | 180'           | Cristiano Ronaldo      | Real Madrid      |
| 2   |        | 360'           | Romarinho              | Al-Jazira        |
| 1   |        | 12'            | Roberto de la Rosa     | Pachuca          |
| 1   |        | 20'            | Gareth Bale            | Real Madrid      |
| 1   |        | 68'            | Everton                | Grêmio           |
| 1   |        | 136'           | Khalfan Alrezzi        | Al-Jazira        |
| 1   |        | 145'           | Ismail El Haddad       | Wydad Casablanca |
| 1   |        | 180'           | Yōsuke Kashiwagi       | Urawa Reds       |
| 1   |        | 226'           | Víctor Guzmán          | Pachuca          |
| 1   |        | 230'           | Franco Jara            | Pachuca          |
| 1   |        | 311'           | Jonathan Urretaviscaya | Pachuca          |
| 1   |        | 360'           | Ali Mabkhout           | Al-Jazira        |
| 1   | 1      | 121'           | Reda Hajhouj           | Wydad Casablanca |
| 1   | 1      | 167'           | Ángelo Sagal           | Pachuca          |